# Spione, Liebe und die Feuerwehr
Spione, Liebe und die Feuerwehr ist eine US-amerikanische Filmparodie auf Agentenfilme aus dem Jahr 1951 von Norman Z. McLeod mit Bob Hope in einer Doppelrolle. Der Film wurde von Paramount Pictures produziert und ist nach Geliebte Spionin (OT: My Favorite Blonde, 1942) und Detektiv mit kleinen Fehlern (OT: My Favorite Brunette, 1947) der letzte von drei Filmen von Bob Hopes My Favorite-Reihe.

## Handlung
Der als Playboy bekannte Spion Eric Augustine kann sich an einem Flughafen den FBI-Agenten entziehen, die ihn nach Tanger bringen sollen. Sofort wird ein Haftbefehl ausgestellt. Der ahnungslose Komiker Peanuts White, der Augustine wie ein Zwilling ähnelt, wird aufgegriffen und von Agent Donald Bailey verhört. Da Augustine kurz darauf wieder am Flughafen gesehen wird, muss Peanuts freigelassen werden. Er wird dann doch wieder zum FBI gebracht, nachdem Augustine bei einem weiteren Fluchtversuch verletzt wurde. Bailey und General Fraser erklären Peanuts, dass Augustine in Tanger streng geheime Unterlagen auf Mikrofilm von dem Spion Rudolph Hoenig erhalten und dafür eine Million Dollar zahlen soll. Ein Anruf des Präsidenten Truman, der an seine patriotischen Gefühle appelliert, bringt Peanuts dazu, der Mitarbeit zuzustimmen.
Peanuts studiert Augustines Verhaltensweise, besonders seine Kusstechnik. Danach fliegt er nach Tanger und entgeht am Flughafen knapp einem Mordanschlag. Er steigt in ein Taxi, in dem die Sängerin Lily Dalbrey sitzt, Augustines Freundin. Zwar hat sich das Paar kürzlich im Streit getrennt, dennoch flirtet Lily mit Peanuts und küsst ihn. In seinem Hotelzimmer begegnet Peanuts seinem Kontaktmann Tasso, der als sein Diener fungiert. Tasso warnt ihn, dass es jeder auf seinen Geldgürtel abgesehen hat. Mit einer gezogenen Waffe bringt Tasso den panischen Peanuts zur Ruhe. In der Zwischenzeit trifft sich Lily mit Karl Brubaker, Augustines betrügerischen Rivalen, der die Mikrofilme haben will. Da ihr Einfluss auf Augustine entscheidend ist, verlangt Lily einen größeren Anteil am Verkauf der Mikrofilme. Zudem soll Brubaker nach Geschäftsabschluss Augustine umbringen.
Peanuts beginnt, Lily den Hof zu machen, doch die bemerkt dessen fehlende Selbstsicherheit. Tasso schickt Peanuts in das Hotelrestaurant zur Wahrsagerin Theresa, die ihm Hoenigs Adresse auf einer Tarotkarte gibt. Lily tritt auf, Brubaker und seine Männer beobachten den Austausch. Der Versuch, die Karte zu stehlen, misslingt, weil Peanuts sie aufisst. Er und Tasso können in einem Kamelkostüm aus dem Hotel entkommen, werden aber von Brubakers Männern verfolgt. Peanuts erreicht das Casino, in dem Hoenig wartet und spielt, wie von Tasso instruiert, unbekümmert Roulette. Hoenig beobachtet ihn von einem Hinterzimmer aus und ist überzeugt, den erwarteten Spion vor sich zu haben. Peanuts übergibt den Geldgürtel und erhält drei kleine Behälter mit den Mikrofilmen. In diesem Moment zieht Hoenigs Handlanger Willie seine Waffe und greift sich das Geld und die Behälter. Auch Hoenig zieht eine Waffe und erschießt Willie. Peanuts nimmt die Behälter an sich und eilt zum Hotel. In seiner Panik lässt er beim Packen einen Behälter fallen, der unter das Bett rollt. Lily sucht Peanuts in seinem Zimmer auf und erzählt ihm, dass sie ihn liebe. Sie kann einen der Behälter aus seiner Tasche fischen. Dann willigt sie ein, ihn zu heiraten.
Weder Peanuts noch Lily wissen, dass der echte Augustine wieder entkommen konnte, in Tanger angekommen ist und nun die beiden beobachtet. Als Lily mit Brubaker telefoniert, stellt Augustine sie zur Rede, schlägt sie dann k.o. und nimmt ihr den Mikrofilm ab. Peanuts hat derweil den unter das Bett gerollten Mikrofilm gefunden und geht in Lilys Zimmer, als gerade Augustine sein Zimmer betritt. Peanuts findet die bewusstlose Lily, zur gleichen Zeit wird Augustine von Brubakers Männern in Peanuts Zimmer erschossen. Die Männer bringen den Mikrofilm an sich. Lily kommt zu sich und schlägt wütend auf Peanuts ein. Der hat seine beiden Behälter in Lilys Lippenstift-Etui versteckt. Er geht zurück in sein Zimmer und findet Augustines Leiche. Auch Lily stürmt ins Zimmer und erkennt, dass Peanuts ein Doppelgänger Augustines ist. Mit vorgehaltener Waffe verlangt sie den Mikrofilm. Peanuts verspricht ihr, ihn zurückzuholen. Lily packt ihren Lippenstift ein und begleitet Peanuts nach draußen. Brubaker lauert den beiden auf und bringt sie in seine Villa.
In der Villa wird Peanuts ein Wahrheitsserum vom betrunkenen Dr. Estrello verabreicht. Brubaker, der Peanuts wahre Identität noch nicht kennt, schaut mit Erstaunen zu, wie dieser singt und Witze erzählt. Lily ihrerseits ist bewegt, als Peanuts ihr seine Liebe gesteht. In einem Nebenzimmer legt sie zur Ablenkung Brubakers Feuer. Mit Peanuts kann sie aus der Villa flüchten, wird aber von Brubaker und dessen Männern verfolgt. Peanuts und Lily verstecken sich in einer Feuerwache und legen Feuerwehruniformen an. Mit dem Leiterwagen fahren sie zu Brubakers brennender Villa. Dort wird Peanuts beinahe von Brubaker geschnappt. Lily kann ihn mit dem Wagen retten, indem er auf die Leiter springt. Es schließt sich eine wilde Verfolgungsjagd an, bei der Peanuts alle Mühe hat, auf der Leiter zu bleiben. Letztendlich verstecken sich Peanuts und Lily in einer Tonne. Brubaker kommt ihnen auf die Spur und schießt auf die Tonne. Doch gerade rechtzeitig erscheint Tasso und kann ihn festnehmen. Als die Tonne auseinanderbricht, kommen die sich küssenden Peanuts und Lily zum Vorschein.

## Produktion

### Hintergrund
Gedreht wurde der Film von Ende Januar bis Anfang April 1951 in Palos Verdes sowie in den Paramount-Studios in Hollywood.

### Stab
Roland Anderson und Hal Pereira oblag die künstlerische Leitung. Sam Comer und Grace Gregory waren für das Szenenbild zuständig, Edith Head für die Kostüme, Wally Westmore für das Maskenbild. Die visuellen Effekte stammten von Farciot Edouart und Gordon Jennings. Sidney Cutner, George Parrish und Leo Shuken leiteten das Orchester.

### Besetzung
In kleinen nicht im Abspann erwähnten Nebenrollen traten Michael Ansara, Sue Casey, Chester Conklin, Fritz Feld, Steven Geray, Hank Mann, Torben Meyer, Lillian Molieri, Mary Murphy, Roy Roberts, Kasey Rogers, Norbert Schiller als Dr. Estrello und Ivan Triesault auf. Ebenfalls unerwähnt blieb Crane Whitley als Willie.

## Synchronisation
Die deutsche Synchronfassung entstand im Auftrag der Berliner Synchron GmbH Wenzel Lüdecke.
| Rolle                        | Schauspieler        | Deutscher Synchronsprecher |
| ---------------------------- | ------------------- | -------------------------- |
| Peanuts White Eric Augustine | Bob Hope            | Georg Thomalla             |
| Lily Dalbray                 | Hedy Lamarr         | Gisela Trowe               |
| Karl Brubaker                | Francis L. Sullivan | Walther Suessenguth        |
| Tasso                        | Arnold Moss         | Erich Fiedler              |
| Henderson                    | John Archer         | Martin Held                |
| Rudolf Hoenig                | Luis van Rooten     | Ernst Schröder             |
| Donald Bailey                | Stephen James       | Ernst Konstantin           |
| Gen. Frazer                  | Morris Ankrum       | Paul Wagner                |
| Monkara                      | Mike Mazurki        | Alfred Balthoff            |
| Ben Ali                      | Marc Lawrence       | Herbert Weißbach           |
| Harry Crock                  | Tonio Selwart       | Friedrich Joloff           |
| Dr. Estello                  | Norbert Schiller    | Walter Bluhm               |
| Brubakers Handlanger         | Ivan Triesault      | Erich Poremski             |

Anmerkung: Die kursiv geschriebenen Namen sind Rollen und Darsteller, die nicht im Abspann erwähnt wurden.

## Veröffentlichung
Die Kinopremiere des Films fand am 17. Dezember 1951 im Vereinigten Königreich statt, der US-Start erfolgte am 25. Dezember 1951. Weltpremiere hatte der Film im November 1951 in einem Privathaushalt in Bellaire (Ohio). Die Hausfrau Anna Kuchinka gewann einen Schreibwettbewerb, der in Bob Hopes Radioshow ausgerichtet wurde. Die Teilnehmer sollten beschreiben, warum die Premiere bei ihnen zu Hause abgehalten werden soll. Vor der Aufführung wurde eine Parade mit den Stars des Films in der Stadt durchgeführt, über die im Radio berichtet wurde. Der Film wurde am Tag nach der Premiere im Armeehospital in Camp Atterbury (Indiana) ein weiteres Mal vorgeführt. Corporal Karl Diegert, konnte Bob Hope, bekannt für seine Shows für die United Service Organizations, dafür gewinnen.
In der Bundesrepublik Deutschland kam er am 4. November 1952 in die Kinos, in Österreich im Dezember 1952.

## Kritiken
Der Filmkritiken-Aggregator Rotten Tomatoes hat in einer Auswertung ein Publikumsergebnis von 60 Prozent positiver Bewertungen ermittelt.
Das Lexikon des internationalen Films schrieb: „Vergnügliche Selbstverspottung amerikanischer Spionagethriller mit grotesken Verfolgungsjagden und Bob Hope in einer komischen Doppelrolle.“
Bosley Crowther von der The New York Times notierte, die neueste Filmeskapade sei genau auf Bob Hope zugeschnitten, alle ernsthaften Schauspielkünste, die bemerkbar wären, seien rein zufällig. Hope und seine Kollegen werfen ihre Witzeleien mit einer Hingabe um sich und frönen dem teilweise abgedroschensten Slapstick, dass die Geschichte in der Hektik untergehe.
Die Variety sah den Film in dem gleichen Muster der beiden anderen Filme der Reihe, mit einer talentierten Hedy Lamarr, die in dem rasenden Tempo des Films ihre Würde in liebenswerter Weise verliert.
Der Kritiker des TV Guide beschrieb den Film als nette, ausgelassene Komödie. Hope mache die zwei verschiedenen Charaktere glaubhaft. Die Regie sei gut und treibe den Film in halsbrecherischem Tempo voran.